# Білі ночі (фільм, 1992)
«Білі ночі» (рос. «Белые ночи») — російський кінофільм 1992 року за однойменною повістю Федора Достоєвського. Події картини перенесені в наші дні, під час зйомок фільму — 1992 рік. Режисер фільму — Леонід Квініхідзе.

## Зміст
За основу фільму взято повість Федора Достоєвського «Білі ночі». Головний герой – Мрійник, він самотній, але ніжність і пристрасність його натури не може не заіскритися під час знайомства з чарівною дівчиною Настусею. Вони гуляють Петербургом, огорнені містом і взаємними палкими почуттями. Однак щастя вислизає, коли з’являється той, хто був у житті Настусі до Мрійника.

## Ролі
- Анна Матюхіна — Настя
- Вадим Любшин — Митя
- Галина Польських — Тітонька Насті
- Микола Єременко (молодший) — Мешканець
- Віталій Усанов
- Павло Корнаков